# Pearl Jam
Pearl Jam er et amerikansk grunge-band, dannet i 1990 i Seattle, Washington, USA.
Gruppen består af Eddie Vedder (forsanger), Jeff Ament (bassist), Mike McCready (guitarist), Stone Gossard (guitarist (rytmeguitar)) og Matt Cameron (trommeslager, siden 1998).
Gruppen opstod samtidig med Nirvana, Soundgarden, Dave Matthews Band og Alice In Chains og grundlagde hardrock-stilen (Grunge) i de tidlige 1990'ere.
Gruppen har i alt haft 5 trommeslagere (deriblandt Dave Abbruzzese), de øvrige medlemmer har været de samme gennem hele karrieren.
Gruppen har siden 2000 årligt turneret i især USA og Europa. Bandet har valgt at udgive samtlige koncerter som enten downloads eller fysiske albums.
Eddie Vedder er desuden begyndt at turnere solo.

## Optræden på Roskilde Festival 2000
Da Pearl Jam spillede på Roskilde Festival i 2000, endte det i en tragedie, hvor 9 mennesker blev mast ihjel foran Orange Scene. Tragedien medførte offentlig debat om ansvaret, hvor såvel festivalen som Pearl Jam blev anklaget for at have medvirket til ulykken. Det blev senere afgjort og understreget, at Pearl Jam ikke kunne holdes ansvarlige for ulykken, mens festivalen siden har truffet en række sikkerhedsforanstaltninger for at sikre, at ulykken ikke gentages. Tragedien påvirkede bandmedlemmerne dybt og truede selve bandets eksistens, men de besluttede sig siden for at fortsætte.

## Diskografi
- Ten (1991)
- Vs. (1993)
- Vitalogy (1994)
- Merkin Ball (1995) (Ep)
- No Code (1996)
- Yield (1998)
- Live on Two Legs (1999) (Liveoptagelser)
- Binaural (2000)
- Riot Act (2002)
- Lost Dogs (2003) (Samling af b-sider)
- Rearviewmirror (2004) (Greatest Hits)
- Pearl Jam (2006)
- Ten (2009) (Reissue)
- Backspacer (2009)
- Live On Ten Legs (2011) (Liveoptagelser)
- Pearl Jam Twenty (2011) (Soundtrack til dokumentarfilmen af samme navn)
- Lightning Bolt (2013)
- Gigaton (2020)
- Dark Matter (2024)